# Tone Bell
Tone Bell, född 10 augusti 1983 i Decatur, Georgia, är en amerikansk skådespelare.
Bell har bland annat medverkat i filmen Trigger Warning och i TV-serien Survival of the Thickest.

## Filmografi (i urval)
- 2023 – Survival of the Thickest (TV-serie)
- 2024 – Trigger Warning